# カルロ・ヴァン・ダム
カルロ・ヴァン・ダム（Carlo van Dam、1986年2月27日 - ）は、オランダ・フラールディンゲン出身のレーシングドライバー。2007年のドイツF3選手権、2008年の全日本F3選手権チャンピオン。

## プロフィール
- 身長：177cm
- 体重：70kg
- 血液型：RH+A型

### カート
8歳でレーシングカートレースデビュー。1998年にオランダ・カデット・ジュニアカートで3位となった。2001年には国際FA欧州チャンピオンシップでチャンピオンを獲得。この活躍により2002年、現役F1ドライバーだったヤルノ・トゥルーリが後進育成のために設立したカートチーム「TRULLI KART」に加入、FSAクラス世界選手権でシリーズ4位となり最優秀新人賞を獲得。2003年シーズンまでカート選手権での活動を続けた。

### ジュニアフォーミュラ
2004年よりステップアップし、オランダフォーミュラ・ルノー2000選手権に参戦し四輪レースデビュー、初年度に予選で3度のPP獲得と速さを見せ、決勝レースでも3度の表彰台を獲得しランキング5位となる。2005年はヨーロッパ・フォーミュラ・ルノー2000選手権に参戦し、4度の表彰台でランキング4位を獲得、2006年に同シリーズ初優勝を挙げ、ランキング3位となった。

### フォーミュラ3
2007年にドイツF3選手権にステップアップ、全18戦中9勝、10PP、16レースで表彰台に立つ強さでシリーズチャンピオンを獲得。2008年に来日し、トムスと契約。全日本F3選手権にフル参戦し、シーズン9勝、全18戦すべてで表彰台に立つ圧勝でシリーズチャンピオンを獲得した。

### スーパーGT

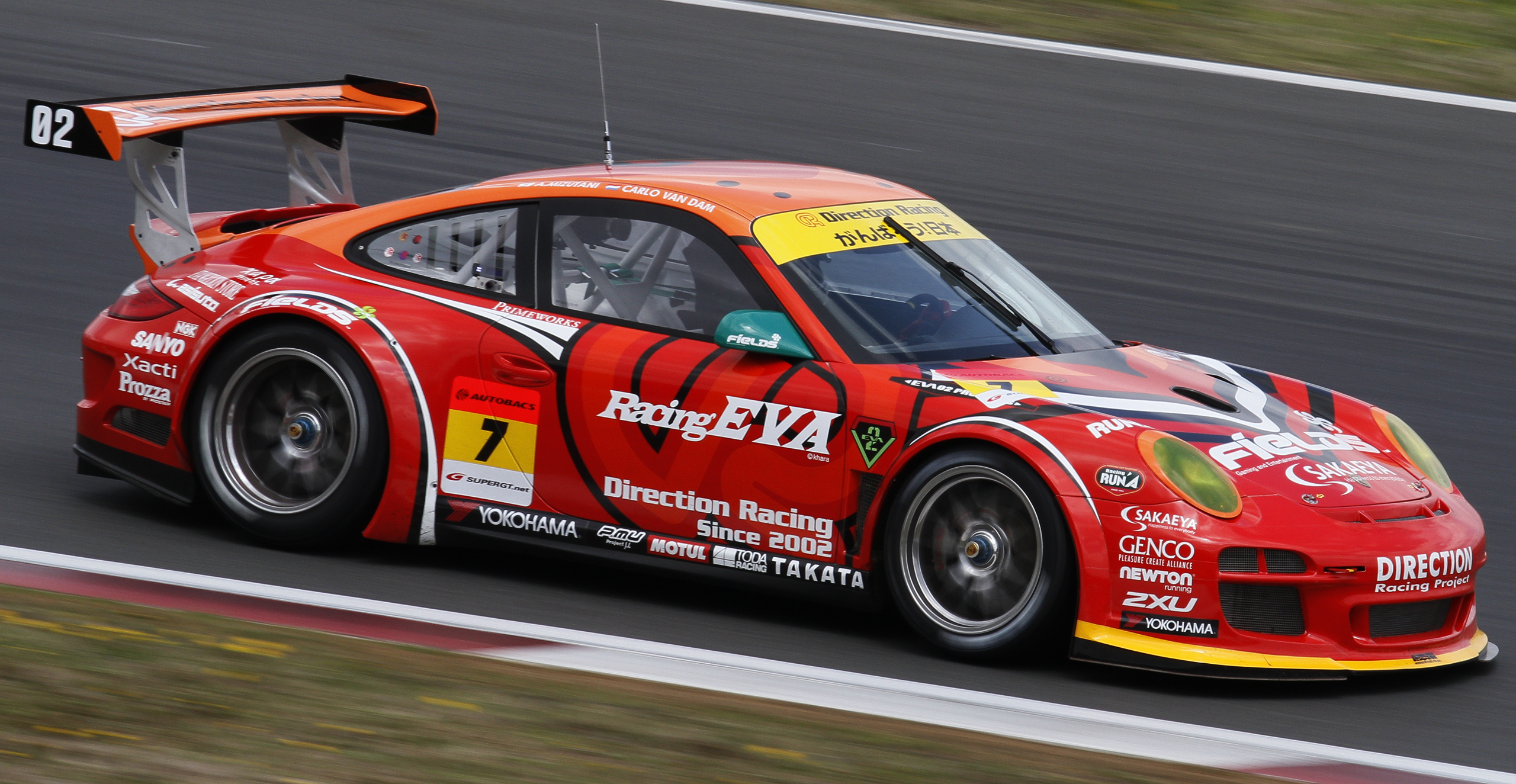
2011年のスーパーGTテスト時

F3でシーズンをリードしていた2008年、トムスからSUPER GT第6戦鈴鹿1000kmでレギュラーの脇坂寿一・アンドレ・ロッテラー組にサードドライバーとして加わり、トヨタ陣営最上位となる3位表彰台獲得に貢献。同年終盤戦では長く関係が続くことになるSUBARUでGT300クラスへも参戦した。2010年シーズン終盤にトヨタ陣営のサードに加入し、GT500クラスにスポット参戦。2011年からはディレクションへ移籍し、エヴァンゲリオン弐号機仕様のポルシェ・911 GT3でGT300クラスに参戦した。2012年にホンダ陣営のウィダー童夢へ移籍しGT500へ復帰、第3戦セパンでGT500初優勝を挙げた。

### ニュルブルクリンク24時間
2008年より参戦したニュルブルクリンク24時間レースでは、スバルテクニカインターナショナル(STI)から参戦し、2012年にクラス優勝を獲得した。以後もニュル24時間にはSTIから長年参戦を継続する。

### 現在
その後は活躍の場を家族が住むタイ王国に移したが、スーパーGTにスポット参戦や、ニュルブルクリンク24時間レース、アジアン・ル・マン選手権、タイGT選手権やブランパンGT選手権などのカテゴリーで活躍している。

## レース戦績
- 1998年 - オランダ・カデット・ジュニアカート 3位
- 1999年 - 国際ジュニア欧州選手権カート 9位
- 2000年 - モナコ・カートカップ 3位
- 2001年 - 国際FA欧州チャンピオン 1位
- 2002年 - FSAクラス世界選手権 4位（最優秀新人）
- 2003年 - FAイタリア選手権 4位
- 2004年 - オランダフォーミュラ・ルノー2000選手権 5位
- 2005年 - 欧州フォーミュラ・ルノー2000選手権 4位
- 2006年 - 欧州フォーミュラ・ルノー2000選手権 3位
- 2007年
  - ドイツF3選手権 　シリーズチャンピオン
  - マカオグランプリ 14位
- 2008年 
  - 全日本F3選手権　シリーズチャンピオン
  - マカオグランプリ リタイア
  - SUPER GT・GT500クラス（PETRONAS TOYOTA TEAM TOM'S #36 PETRONAS TOM'S SC430／UZZ40 3UZ-FE）（Rd.6）
  - SUPER GT・GT300クラス（CUSCO RACING #77 クスコDUNLOPスバルインプレッサ／GDB EJ20）（Rd.8,9）
- 2010年
  - ドイツ・ニュルブルクリンク24時間耐久レース（スバルテクニカルインターナショナル No.137 スバル インプレッサ WRX STI GRB）クラス4位
  - Dream Cup ソーラーカーレース鈴鹿2010 3位
  - 欧州ルマンシリーズ・LMGT1クラス（アトラスFXチームフルスピード No.66 サルーンS7-R）シーズン4位
  - SUPER GT・GT500クラス（LEXUS TEAM SARD No.39 デンソーサードレクサスSC430）（Rd.8）
- 2011年
  - SUPER GT・GT300クラス（DIRECTION RACING No.7 エヴァンゲリオンRT弐号機DIRECTION ポルシェ997 GT3R）（Rd.2,4-6）
  - SUPER GT・GT300クラス（LMP Motorsport No.27 PACIFIC NAC イカ娘 フェラーリF430）（Rd.7,8）
- 2012年
  - SUPER GT・GT500クラス（ウイダー ホンダ レーシング N0.18 ウイダー HSV-010 GT／HSV-010 HR10EG）シーズン6位
  - ドイツ・ニュルブルクリンク24時間耐久レース（スバルテクニカルインターナショナル No.133 SUBARU WRX STI S206 GVB）クラス優勝

### 全日本フォーミュラ3選手権
| 年     | チーム              | シャシ       | エンジン      | クラス | 1      | 2      | 3      | 4      | 5      | 6      | 7      | 8      | 9      | 10     | 11     | 12     | 13     | 14     | 15     | 16     | 17     | 18     | 順位 | ポイント |
| ------ | ------------------- | ------------ | ------------- | ------ | ------ | ------ | ------ | ------ | ------ | ------ | ------ | ------ | ------ | ------ | ------ | ------ | ------ | ------ | ------ | ------ | ------ | ------ | ---- | -------- |
| 2008年 | PETRONAS TEAM TOM'S | ダラーラF308 | トヨタ 1AZ-FE |        | FSW1 2 | FSW2 2 | AUT1 3 | AUT2 3 | SUZ1 3 | SUZ2 1 | TRM1 1 | TRM2 2 | OKA1 2 | OKA2 1 | SUZ1 1 | SUZ2 1 | TRM1 1 | TRM2 2 | FSW1 1 | FSW2 2 | SUG1 1 | SUG2 1 | 1位  | 322      |

### SUPER GT
| 年     | チーム                          | コ.ドライバー                 | 使用車両                  | クラス | 1     | 2      | 3     | 4      | 5       | 6       | 7      | 8      | 9     | 順位 | ポイント |
| ------ | ------------------------------- | ----------------------------- | ------------------------- | ------ | ----- | ------ | ----- | ------ | ------- | ------- | ------ | ------ | ----- | ---- | -------- |
| 2008年 | PETRONAS TOYOTA TEAM TOM'S      | 脇坂寿一 アンドレ・ロッテラー | レクサス・SC430           | GT500  | SUZ   | OKA    | FSW   | SEP    | SUG     | SUZ 3   | TRM    |        |       | 22位 | 11       |
| 2008年 | CUSCO RACING                    | 山野哲也                      | スバル・インプレッサ      | GT300  |       |        |       |        |         |         |        | AUT 6  | FSW 3 | 23位 | 16       |
| 2010年 | LEXUS TEAM SARD                 | 平手晃平                      | レクサス・SC430           | GT500  | SUZ   | OKA    | FSW   | SEP    | SUG     | SUZ     | FSW    | TRM 11 |       | NC   | 0        |
| 2011年 | DIRECTION RACING LMP MOTORSPORT | 水谷晃                        | ポルシェ・911 GT3R        | GT300  | OKA   | FSW PO | SEP   | SUG 14 | SUZ Ret | FSW 16  |        |        |       | 24位 | 1        |
| 2011年 | LMP MOTORSPORT                  | 山岸大                        | フェラーリ・F430 GT2      | GT300  |       |        |       |        |         |         | AUT 10 | TRM 14 |       | 24位 | 1        |
| 2012年 | ウイダー ホンダ レーシング      | 小暮卓史                      | ホンダ・HSV-010 GT        | GT500  | OKA 7 | FSW 9  | SEP 1 | SUG 7  | SUZ 7   | FSW Ret | AUT 9  | TRM 7  |       | 6位  | 40       |
| 2013年 | Cars Tokai Dream28              | 高橋一穂 加藤寛規             | マクラーレン・MP4-12C GT3 | GT300  | OKA   | FSW    | SEP   | SUG    | SUZ 18  | FSW     | AUT    | TRM    |       | NC   | 0        |
| 2014年 | Audi Team Hitotsuyama           | 藤井誠暢                      | アウディ・R8 LMS ウルトラ | GT300  | OKA   | FSW 14 | AUT   | SUG    | FSW     | SUZ     | CHA    | TRM    |       | NC   | 0        |